# Бургдорф, Вильгельм
Вильгельм Эмануэль Бургдорф (нем. Wilhelm Emanuel Burgdorf; 14 февраля 1895, Фюрстенвальде, провинция Бранденбург, королевство Пруссия — 1 мая 1945, Фюрербункер, Берлин) — немецкий офицер, генерал пехоты.

## Биография
Родился 14 февраля 1895 года. 3 августа 1914 года добровольцем поступил на службу в 12-й гренадерский полк прусской армии. С 25 сентября 1914 года находился на фронте, 18 апреля 1915 года произведен в лейтенанты. С 24 октября по 23 июня 1917 года служил адъютантом стрелкового батальона, затем был произведен в полковые адъютанты.
После окончания войны и демобилизации своего полка с середины февраля до середины мая 1919 года служил во фрайкоре, прежде чем был принят во временный рейхсвер. С формированием рейхсвера 1 января 1921 года приписан к 8-му (прусскому) пехотному полку. Служил командиром взвода. 1 июня 1925 года получил звание обер-лейтенанта, а 1 февраля 1930 года — звание капитана.
В 1935 году стал преподавателем тактики в военной академии в Дрездене в чине майора. В 1937 году назначен адъютантом в штабе IX корпуса. В 1938 году повышен до подполковника.
С мая 1940 года по 5 апреля 1942 года был командиром 529-го пехотного полка, а затем был переведен в резерв фюрера. 1 мая 1942 года сменил генерал-майора Виктора Линнарца на посту заместителя начальника Управления кадров сухопутных войск при Верховном командовании сухопутных войск, пока не был назначен начальником управления после того, как его начальник Рудольф Шмундт был смертельно ранен 20 июля 1944 года. С 12 октября 1944 года был также главным адъютантом верховного командования вермахта при Гитлере. Занимал обе должности до конца своей жизни.
Сыграл ключевую роль в смерти генерал-фельдмаршала Роммеля. 14 октября 1944 года, после неудачного покушения на фюрера, он приехал в дом Роммеля и предложил генерал-фельдмаршалу ампулу с ядом и похороны с большими почестями или суд за государственную измену. Роммеля подозревали в том, что он знал о покушении на Гитлера 20 июля 1944 года. Роммель согласился принять цианистый калий. Семье и близким сказали, что он погиб в автокатастрофе. Эту же версию озвучили и в нацистских СМИ.
В апреле 1945 года Бургдорф находился в Фюрербункере. 29 апреля вместе с Борманом, Кребсом и Геббельсом подписал завещание Гитлера.
Около 22:00 1 мая 1945 года  покончил с собой вместе с генералом Кребсом, застрелившись за столом в оперативной комнате бункера.

## Награды
- Железный крест 2-го класса (24 января 1915) (Королевство Пруссия)
- Железный крест 1-го класса (14 августа 1916)
- Королевский орден Дома Гогенцоллернов рыцарский крест с мечами (27 августа 1917) (Королевство Пруссия)
- Крест «За военные заслуги» 3-го класса с воинским отличием (27 февраля 1918) (Австро-Венгрия)
- Орден Фридриха рыцарский крест 2-го класса с мечами (18 июля 1918) (Королевство Вюртемберг)
- Ганзейский крест Гамбурга (18 октября 1918)
- Почётный крест Первой мировой войны 1914/1918 с мечами (20 декабря 1934)
- Медаль «За выслугу лет в вермахте» 2-го класса (2 октября 1936)
- Пряжка к Железному кресту 2-го класса (15 июня 1940)
- Пряжка к Железному кресту 1-го класса (17 июня 1940)
- Рыцарский крест Железного креста (29 сентября 1941)

## В кинематографе
Вильгельм Бургдорф был изображён в следующих фильмах:
- «Последний акт»
- «Лис пустыни: История Роммеля»
- «Горит ли Париж?»
- «Смерть Адольфа Гитлера»
- «Гитлер: Последние десять дней»
- «Бункер»
- «Роммель и заговор против Гитлера»
- «Семнадцать мгновений весны» (третья серия: 4′ 40″)